# Родовища кам'яної солі Івано-Франківської області
Родовища кам'яної солі Івано-Франківської області
На території України зосереджені значні запаси кухонної солі, родовища якої розвідані в Дніпрово-Донецькій западині, Карпатському регіоні, в Донбасі та Криму.
В Прикарпатському крайовому прогині розвідані родовища кам'яної солі і природних розсолів, в Закарпатті — кам'яної солі (Солотвинське).
В Івано-Франківській області діють два заводи по виробництву кухонної солі із природних розсолів — Долинський і Болехівський, об'єднані в Долинський солевиварювальний комбінат концерну «Укрсіль».
У Львівській області на базі Дрогобицького родовища природних розсолів діє Дрогобицький солевиварювальний комбінат.
Розсолопромисли існують з XV століття. Долинський, Болехівський і Дрогобицький сільзаводи побудовані понад 100 років тому і сильно застаріли. Вони продовжують видобуток солі із розсолів шахтними колодязями і експлуатаційними свердловинами. Через свердловини розсоли видобуваються з глибин від 65 м (Долинське родовище) до 175 м (Болехівське родовище).
Запаси природних розсолів затверджені ДКЗ в 1964 році і складали (м3/добу): Долинське родовище: категорії А+В+С1 — 269; С2 — 125; залишок запасів на 01.01.1998 р. — 269, в тому числі В — 203; С1 — 66; кат. С2 — 125.
Болехівське родовище: категорії А+В+С1 — 405; С2 — 910; залишок запасів на 01.01.1998 р. — 405; в тому числі В — 280; С1 — 125; категорія С2 — 910.
Середній вміст солі в природних розсолах — 97,5 %.
Проектна потужність Долинського солевиварювального комбінату — 15 тис. т солі на рік. В 1996 р. видобуто 5,2 тис. м³ розсолів з Болехівського родовища, з яких виготовлено 1,5 тис. т солі. В1997 р. видобуто 6,3 тис. м3 розсолу, виварено 1,43 тис. т солі.
Внаслідок багаторічної експлуатації, порушення гідрологічного режиму відбору розсолів, застосування наливів прісних вод в експлуатаційні виробки, біля ряду свердловин інтенсивно розвинувся карст і вони виведені із експлуатації; в інших свердловинах відбулось зашламовування фільтрів. В результаті цих явищ, дебіт свердловин різко зменшився, залишкові запаси не задовольняють планову і перспективну потужність Долинського комбінату.
Геологопошуковими роботами (1974—1976 рр.) показана безперспективність розширення мінерально-сировинної бази за рахунок природних розсолів.
Забезпечення сільзаводів ресурсами можливе шляхом введення в експлуатацію методом підземного вилуговування розвіданих родовищ кам'яної солі, в першу чергу, тих, запаси яких затверджені ДКЗ: Верхньострутинського в Івано-Франківській області і Губицького — у Львівській.
Безпосередньо біля Долинського сіль. заводу (за 1,5 км) розташоване Долинське родовище, утворене лінзою кам'яної солі потужністю 147 м на глибині 270—280 м вміст NaCl в солях — 91,2 %, нерозчинний залишок практично відсутній. Запаси по категорії С2 складають 40422 тис. т. Однак, в зв'язку з забудовою більшої частини родовища воно втратило практичне значення.
Сировинною базою Долинського сільзаводу може бути більш віддалене від нього Верхньо-Струтинське, а Болехівського — Болехівське і Рошнятивське родовища кам'яних солей.
Верхньо-Струтинське родовище розташоване за 8—9 км на південний схід від Долинського сільзаводу.
Кам'яні солі в відкладах нижньоворотищенської підсвіти утворюють три соленосні пачки: нижню, середню і верхню, з максимальною потужністю 150, 80 і 200 м, кожна складена серією зближених пластів. Поклад простежено по простяганню на 7,5 км, по падінню — на 850 м. В місцях виходу соленосних відкладів під четвертинні породи утворюється глиниста «шляпа», потужністю 20—115 м.
За умовами залягання кам'яних солей і складністю геологічної будови родовище відноситься до 2-ї групи.
Вміст NaCl в солях — 76,49 %, нерозчиненого залишку — 15—24 %.
В малих кількостях присутній бром (до 0,006 %).
Запаси кам'яної солі затверджені ДКЗ в 1986 р. складали по категорії — В+С1– 4873 тис. т балансові і забалансові по кат. В–6799 тис. т; С1–57408 тис. т.
Для підрахунку запасів прийняті кондиції:
- мінімальний промисловий вміст NaCl в кам'яній солі 70 %;
- мінімальна потужність пласта 10 м.
За якістю і складом кам'яної солі родовище придатне для підземного вилугування для отримання харчової солі.
Приріст запасів можливий за рахунок Ясиновецького родовища солі, яке знаходиться за 1,5 км від Верхньо-Струтинського і є його південно-східним флангом. Північно-західний фланг родовища забудований.
Болехівське родовище кам'яних солей простягається від північно-західної окраїни м. Болехів до с. Побережжя. Кам'яні солі з вмістом уламкового матеріалу до 30 — 40 % розповсюджені по всій товщі нижньоворотищенської соленосної підсвіти, але промисловими є два пласти — нижній і верхній. Нижній складений двома прошарками кам'яних солей, розділених аргілітами і соленосними брекчіями потужністю 20 — 45 м. Вміст NaCl — 76,96 %, Н. О. — 19,61 %. Верхній пласт широко розповсюджений в середній частині родовища. Потужність пласта 11,9 — 23 м, протяжність — біля 1,4 км. Вміст NaCl — 79,11 % Н. О. — 13,76 %.
Родовище не розвідане. Запаси солей по категорії С2 складають (тис. т): нижній пласт — 74102; верхній пласт — 61080.
Кам'яні солі Болехівського родовища придатні для підземного вилуговування.
Родовище Рошнято розташоване поблизу населених пунктів Цинява-Ловачі.
Кам'яні солі родовища представлені двома пачками: нижньою, потужністю до 107 м і верхньою, потужністю 10 — 85 м. На окремих ділянках пачки розщеплюються на 2 — 3 менш потужні шари. В місцях виходу соленосних відкладів під четвертинні породи, утворюються гіпсо-глинисті «шляпи», потужністю 10 — 90 м, в середньому 26 м. Розміри родовища 6,5 км х 1,3 км.
Вміст галіту по родовищу 56 — 87 %, в середньому 68,5 %; нерозчинного осаду — 7,55 — 36,69 %.
Запаси кам'яних солей за результатами пошуково-оціночних робіт в 1982 — 84 р. р., за категоріями С1 і С2 визначені в кількості 98097 тис. т (С1 — 83059; С2 — 15046).
Родовище Рошнято може бути потенційною сировинною базою нового сіль. заводу в Івано-Франківській області. Запаси солей придатні для підземного вилуговування.
В 1997—1998 р. р. в Україні промисловістю освоювалось 10 родовищ: 5 — кам'яної солі (на сході — Артемівське, Єфремівське, Ново-Карфагенівське, Слов'янське; в Закарпатті — Солотвинське); 2 — ропи озер (Сиваське, Сасик); 3 — природних розсолів (Болехівське, Долинське, Дрогобицьке). Загальний видобуток за рік становив: кам'яної солі — 2925 тис. т;
солі ропи озер — 102 тис. т;
солі з розсолів — 5 тис. т.
Не дивлячись на значні ресурси кам'яних солей, на сьогодні існує проблема забезпечення західних областей України кам'яною сіллю. Нинішній дефіцит в кухонній солі покривається за рахунок меленої кам'яної солі Артемівського та Солотвинського солерудників. Ця сіль менш якісна, тому що містить нерозчинні домішки і гіпс.
Науково-дослідний інститут галургії (м. Калуш) розробив інвестиційний проект «Кухонна сіль» на будівництво нового підприємства по випуску виварної солі в кількості 200—250 тис. т в рік на базі Вурхньо-Струтинського і Рошнятинського родовищ при розробці їх методом підземного вилуговування.
Існуючі геологічні матеріали свідчать про можливість відкриття нових покладів кам'яної солі на перспективних ділянках Нинів — Болехів — для Болехівського сіль. заводу; в Коршівській і Заболотівській западинах — для Долинського сільзаводу де відомі величезні ресурси кам'яних солей придатних для видобутку методом підземного вилуговування.
Потребують розвідки родовища Рошнято і Ясиновецьке, запаси яких оцінені на стадії пошуково-оціночних робіт.